# Barlijn

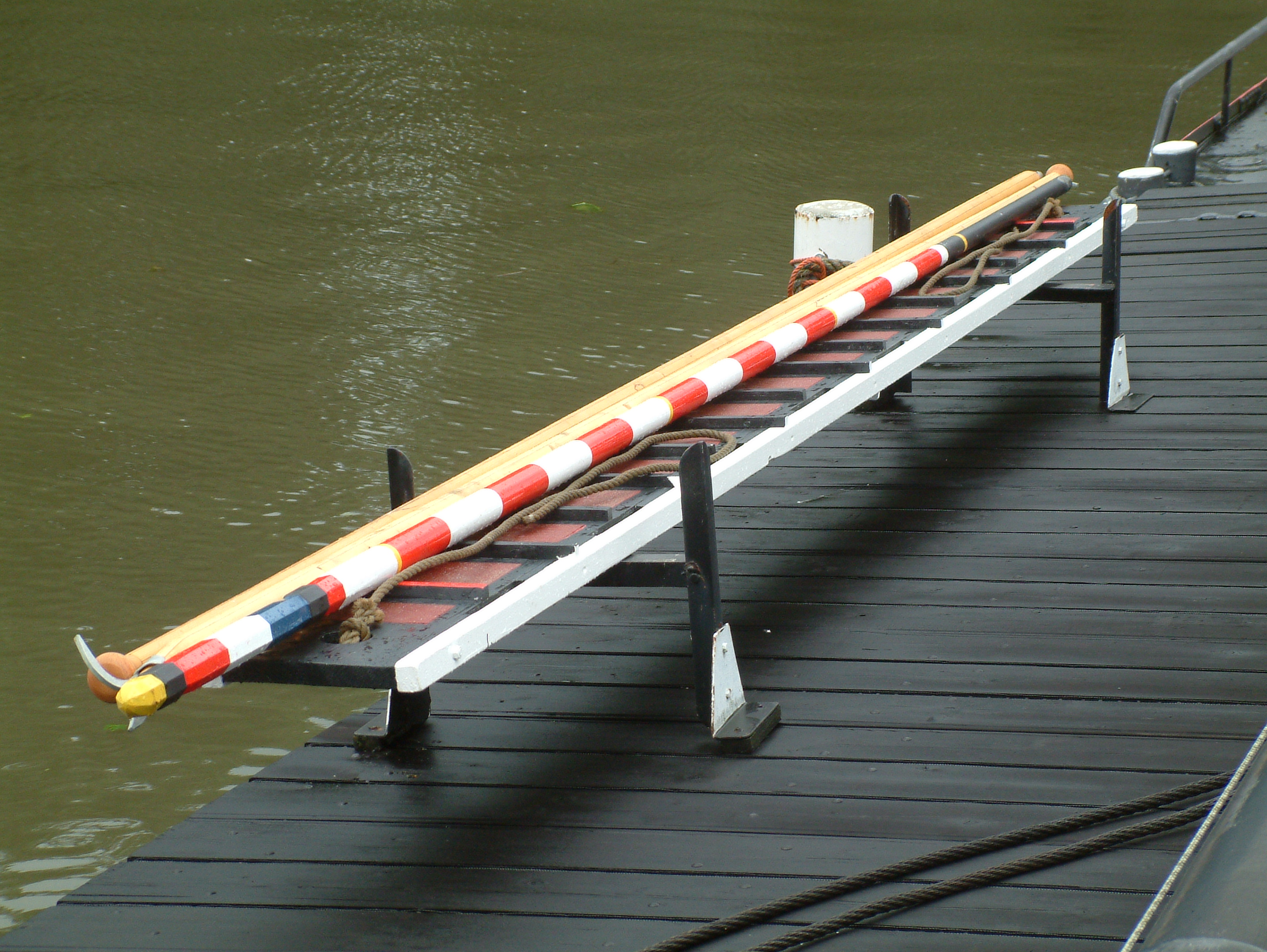
De barlijn van een varend monument

De barlijn, of ook wel barleer genoemd,  is een deel van de uitrusting van een binnenschip. Het woord staat voor de complete constructie met twee stoeltjes. 
Op deze H-vormige barlijnstoeltjes worden de spullen neergelegd om ze van de luiken kwijt te zijn, zodat je dit materiaal niet steeds moet verleggen als de luiken open moeten. Een verzamelplaats van los materiaal zoals loopplanken, schoorbomen, haakstokken, buikdenningplank, slaggaard, ruimladder, bezem, luiwagen, enz.  
De gebruikelijke plaats is in het midden van de luiken, met het kapdeksel van de scheerstok midden eronder.